# Argentina nos Jogos Olímpicos de Verão de 2004
A Argentina competiu nos Jogos Olímpicos de Verão de 2004, em Atenas, na Grécia.

## Medalhistas

### Ouro
- Futebol - masculino:

Germán Lux, Wilfredo Caballero, Roberto Ayala, Fabricio Coloccini, Gabriel Heinze, Clemente Rodríguez, Leandro Fernández, Javier Mascherano, Cristian González, Andrés D'Alessandro, Lucho González, Nicolás Medina, César Delgado, Carlos Tévez, Mauro Rosales, Javier Saviola,  Mariano González e Luciano Figueroa.
Técnico: Marcelo Bielsa
- Basquetebol - masculino:

Rubén Wolkowyski, Carlos Delfino, Andrés Nocioni, Leonardo Gutiérrez, Luis Scola, Hugo Sconochini, Gabriel Fernández, Walter Herrmann, Fabricio Oberto, Alejandro Montecchia, Emanuel Ginóbili e Juan Ignacio Sánchez.
Técnico: Rubén Magnano

### Bronze
- Hóquei sobre a grama - feminino:

Paola Vukojicic, Cecilia Rognoni, Mariné Russo, Ayelén Stepnik, María de la Paz Hernández, Mercedes Margalot, Vanina Oneto, Soledad García, Mariana González, Alejandra Gulla, Luciana Aymar, Claudia Burkart, Marina di Giacomo, Magdalena Aicega, Mariela Antoniska e Inés Arrondo.
Técnico: Sergio Vigil
- Natação - 400 m medley feminino: Georgina Bardach

- Vela - Tornado: Santiago Lange e Carlos Espínola

- Tênis - Duplas feminino: Paola Suárez e Patricia Tarabini

## Desempenho

### Natação
Masculino
| Atleta(s)           | Evento       | Eliminatórias | Eliminatórias | Semifinal | Semifinal | Final       | Final       |
| Atleta(s)           | Evento       | Tempo         | Posição       | Tempo     | Posição   | Tempo       | Posição     |
| ------------------- | ------------ | ------------- | ------------- | --------- | --------- | ----------- | ----------- |
| Juan Martín Pereyra | 1500 m livre | 15min53s29    | 26º           |           |           | Não avançou | Não avançou |

### Remo
Masculino
| Equipe             | Evento        | Eliminatórias | Eliminatórias | Repescagem | Repescagem | Semifinal | Semifinal | Final   | Final                |
| Equipe             | Evento        | Tempo         | Posição       | Tempo      | Posição    | Tempo     | Posição   | Tempo   | Posição (Pos. final) |
| ------------------ | ------------- | ------------- | ------------- | ---------- | ---------- | --------- | --------- | ------- | -------------------- |
| Santiago Fernández | Skiff simples | 7m22s52       | 1º S A/B/C    | BYE        | BYE        | 7m00s90   | 2º FA     | 6m55s17 | 4º (4º)              |

### Tiro
Masculino
| Atleta               | Evento                | Qualificação | Qualificação | Final       | Final       | Posição |
| Atleta               | Evento                | Placar       | Posição      | Placar      | Total       | Posição |
| -------------------- | --------------------- | ------------ | ------------ | ----------- | ----------- | ------- |
| Maximo Tomás Modesti | Pistola de ar de 10 m | 559          | 44º          | Não avançou | Não avançou | 44º     |